# Dalechampia scandens
Dalechampia scandens es una especie de planta trepadora perteneciente a la familia de las euforbiáceas.

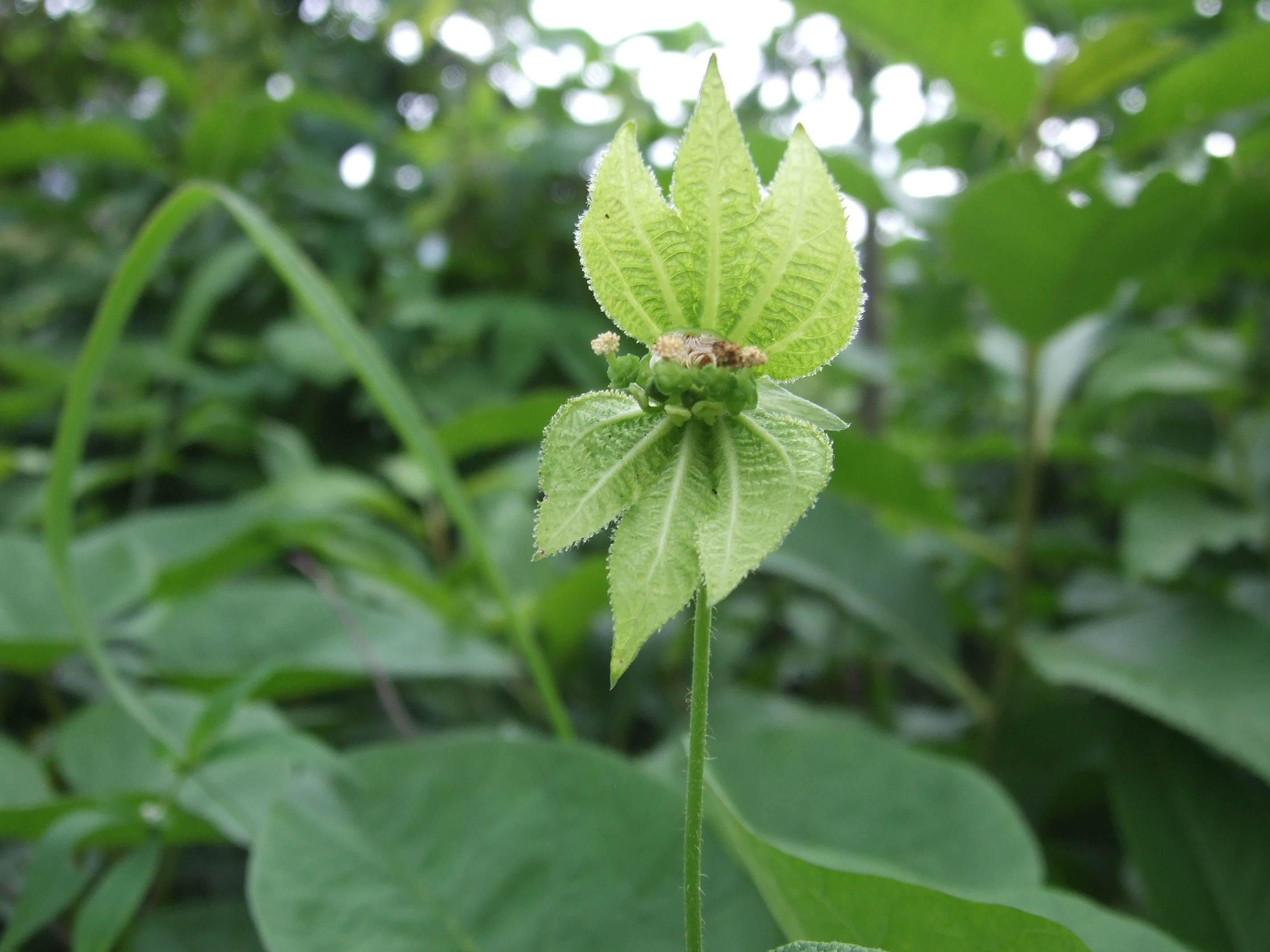
Detalle de la planta

## Descripción
Tiene tallos híspido-puberulentos. Hojas simples, 3-lobadas, a veces 5-lobadas, hasta más de la mitad, 3–13 cm de largo y 3–18 cm de ancho, lobos elípticos a obovados, abruptamente agudos o acuminados en el ápice, profundamente cordadas en la base, márgenes subenteros o denticulados, copiosamente pubescentes en el envés; pecíolos 2–12 cm de largo, estípulas lanceoladas, 3–8 mm de largo, persistentes. Inflorescencias con pedúnculos 2.5–6 cm de largo, brácteas 3-lobadas hasta cerca de la mitad, (1.5–) 2–3 cm de largo, lobos acuminados, márgenes denticulados, pubescentes, cremas, blancas o verde pálidas; involucelo estaminado bilabiado, brácteas connadas, enteras, bractéolas resiníferas enteras, laminares, flores estaminadas 9 o 10, estambres 25–35; flores pistiladas con 8–12 sépalos profundamente lobado-pectinados, 5–9 mm de largo cuando en fruto, conspicuamente armados de tricomas urticantes, estilo 4–8 mm de largo, estigma peltado, 0.8–1.3 mm de diámetro. Cápsulas 8.5–10 mm de ancho; semillas subglobosas, 3–4.5 mm de largo, lisas.

## Distribución y hábitat
Es una especie común en áreas alteradas especialmente en vegetación estacional en la zona pacífica; a una altitud de 0–600 metros desde México y oeste de las Antillas hasta el sur de Argentina.

## Propiedades
En Yucatán se le utiliza para aliviar el dolor de cabeza.

## Taxonomía
Dalechampia scandens fue descrita por  Carlos Linneo y publicado en Species Plantarum 2: 1054. 1753.
Variedades
- Dalechampia scandens var. cordofana (Hochst. ex Webb) Müll.Arg.
- Dalechampia scandens var. fimbriata (Kunth) Müll.Arg.
- Dalechampia scandens var. hibiscoides (Kunth) Müll.Arg.
- Dalechampia scandens var. hildebrandtii (Pax) Pax
- Dalechampia scandens var. mollis (Vahl) Müll.Arg.
- Dalechampia scandens var. natalensis (Müll.Arg.) Pax & K.Hoffm.
- Dalechampia scandens var. pseudoclematis (Baill.) Pax & K.Hoffm.
- Dalechampia scandens var. scandens

Sinonimia
var. cordofana (Hochst. ex Webb) Müll.Arg.
- Dalechampia cordofana Hochst. ex Webb
- Dalechampia parvifolia Lam.
- Dalechampia senegalensis A.Juss. ex Webb
- Dalechampia tripartita R.Br.

var. fimbriata (Kunth) Müll.Arg.
- Dalechampia brevipes Briq.
- Dalechampia fimbriata Kunth
- Dalechampia passiflora Chodat & Hassl.

var. hibiscoides (Kunth) Müll.Arg.
- Dalechampia hibisciformis Spreng.
- Dalechampia hibiscoides Kunth

var. hildebrandtii (Pax) Pax
- Dalechampia hildebrandtii Pax

var. mollis (Vahl) Müll.Arg.
- Dalechampia mollis Vahl
- Dalechampia sidifolia Kunth
- Dalechampia vahliana Steud.

var. natalensis (Müll.Arg.) Pax & K.Hoffm.
- Dalechampia capensis Sond.
- Dalechampia natalensis Müll.Arg.
- Dalechampia parvifolia var. natalensis (Müll.Arg.) J.-P.Lebrun & Stork

var. pseudoclematis (Baill.) Pax & K.Hoffm.
- Dalechampia pseudoclematis Baill.
- Dalechampia pseudotriphylla Müll.Arg.

var. scandens
- Dalechampia colorata L.f.
- Dalechampia guianensis Klotzsch
- Dalechampia latifolia Lam.
- Dalechampia mollis Kunth
- Dalechampia rubiformis Spreng.
- Dalechampia ruboides Kunth
- Dalechampia villosa Lam.[3]

## Nombre común
- Mo'olkon